# Munir Fakhri Abd al-Nur
Munīr Fakhrī ʿAbd al-Nūr (in arabo ﻣﻨﻴﺮ ﻓﺨﺮﻱ ﻋﺒﺪ ﺍﻟﻨﻮﺮ‎?) (Il Cairo, 21 agosto 1945) è un politico egiziano, membro del Parlamento panafricano.
Di cultura copta, è anche segretario generale del partito liberale e laico del Neo-Wafd.